# Trachea niphadothauma
Trachea niphadothauma är en fjärilsart som beskrevs av Felix Bryk 1948. Trachea niphadothauma ingår i släktet Trachea och familjen nattflyn. Inga underarter finns listade i Catalogue of Life.